# Chronica Gentis Scotorum
Chronica Gentis Scotorum o Chronicles of the Scottish People fu sostanzialmente la prima opera a trattare della storia della Scozia. Essa venne scritta dal presbitero scozzese Giovanni di Fordun, dal 1363 fino alla sua morte avvenuta nel 1385.